# Ponthaux
Ponthaux (frp. Pontà) – szwajcarska gmina (fr. commune; niem. Gemeinde) w kantonie Fryburg, w okręgu Sarine. 

## Demografia
W Ponthaux mieszka 779 osób. W 2020 roku 9,5% populacji gminy stanowiły osoby urodzone poza Szwajcarią.